# Kutkai
Kutkai är en kommun i Myanmar.   Den ligger i regionen Shanstaten, i den nordöstra delen av landet, 500 km norr om huvudstaden Naypyidaw. Antalet invånare är 180 066.